# Amaurosis fugax
Amaurosis fugax (lat. fugax - prolazan, nestalan; grč. amaurosis - smračenje, mrak) prolazan je gubitak vida na jednom oku.

## Patofiziologija i etiologija
Prije 1990. godine amaurosis fugax klinički je bio podijeljen u četiri pojedinačne grupe simptoma, svaka sa svojom patofiziologijom: embolija, hipoperfuzija, angiospazam i nepoznati uzrok. Godine 1990. Amaurosis Fugax Study Group redefinirala je uzroke amaurosis fugax i razlikuje pet uzroka prolazne sljepoće jednog oka: embolija, hemodinamski, očni, neurološki i idiopatski uzrok. S obzirom na patološki proces koji leži u podlozi navedenih uzroka (izuzev idiopatskoga), češći su uzroci ateromatozna bolest unutarnje karotide ili oftalmičke arterije, vazospazam, optičke neuropatije, gigantocelularni arteritis, glaukom zatvorenog kuta, povišeni intrakranijalni tlak, kompresivni procesi u orbiti, fenomen “krađe”, hiperviskoznost krvi ili hiperkoagulabilnost.

### Embolija i hemodinamski uzroci
Kada se govori o emboliji i hemodinamskim uzrocima, prolazni gubitak vida na jednome oku dešava se zbog prolaznog smanjenja protoka krvi kroz mrežničnu, oftalmičku ili cilijarnu arteriju što dovodi do smanjenja mrežnične cirkulacije, odnosno uzrokuje hipoksiju mrežnice. Valja napomenuti da emboli najčešće potječu od aterosklerotski promijenjene karotidne arterije, iako prolaznu sljepoću jednog oka može uzrokovati embolus iz krvne žile koja prethodi mrežničnoj, oftalmičkoj arteriji ili pak cilijarnim arterijama.
- Ateroskleroza karotidne arterije. Amaurosis fugax može se manifestirati kao vrsta prolazne ishemične atake (TIA), tijekom koje embolus jednostrano zatvara lumen mrežnične ili oftalmičke arterije uzrokujući ipsilateralno smanjen protok krvi kroz mrežnicu. Najčešći je izvor takvih atero-embolusa ateroskleroza karotidne arterije.

Jako aterosklerotski promijenjena karotidna arterija može uzrokovati amaurosis fugax samom stenozom lumena što, kada je mrežnica izložena jarkomu svjetlu, vodi k ishemiji. Jednostrani gubitak vida pri izlaganju oka jarkom svjetlu može upućivati na okluziju karotidne arterije na istoj strani i nesposobnost cirkulacije da adekvatno odgovori na povećane metaboličke potrebe mrežnice nastale zbog izlaganja jarkom svjetlu. 
- Ateroskleroza oftalmičke arterije manifestira se slično kao i ateroskleroza unutarnje karotide.
- Srčani embolusi: Embolusi koji potječu iz srca mogu također začepiti lumen mrežnične, oftalmičke i/ili cilijarnih arterija, uzrokujući tako jednostranu smanjenu perfuziju mrežnice. Oni mogu nastati zbog:

(1) fibrilacije atrija,
(2) abnormalnosti srčanih zalistaka, uključujući postreumatsku bolest zalistaka, prolaps mitralnog zaliska te bikuspidalni aortni zalistak, i
(3) miksoma u atriju.
- Privremeni vazospazam dovodi do smanjenog protoka krvi i tako može uzrokovati amaurosis fugax. Općenito, takve su epizode kratke (ne traju duže od pet minuta) i povezuju se s tjelesnom aktivnosti. Ne pojavljuju se samo u mladih i zdravih osoba. Studije pokazuju da povećana sistemska hemodinamska aktivnost potiče otpuštanje vazospastičnih tvari u mrežničnome krvotoku.
- Gigantocelularni arteritis može uzrokovati granulomatoznu upalu unutar središnje mrežnične arterije i stražnjih cilijarnih arterija oka. Takva upala rezultira djelomičnim ili potpunim začepljenjem lumena arterija što dovodi do smanjenog protoka krvi i uzrokuje amaurosis fugax. Amaurosis fugax uzrokovan gigantocelularnim arteritisom najčešće je povezan s klaudikacijom čeljusti (bolno žvakanje) i glavoboljom. Ipak, nije rijetkost da ti bolesnici nemaju drugih simptoma. Jedno je opsežno ispitivanje pokazalo da je incidencija amaurosis fugax u tih bolesnika 2-19%.
- Sistemski eritematozni lupus
- Periarteritis nodosa
- Eozinofilni vaskulitis
- Sindrom hiperviskoziteta
- Policitemija
- Hiperkagulabilnost
- Nedostatak proteina C
- Antifosfolipidna protutijela
- Antikardiolipinska protutijela
- Lupus antikoagulant
- Trombocitoza
- Sindrom „krađe supklavije“
- Maligna hipertenzija može uzrokovati ishemiju očnog živca što dovodi do prolaznog gubitka vida na jednom oku.
- Intravaskularni embolusi povezani sa zloupotrebom droge
- Jatrogeni uzroci. Amaurosis fugax može biti komplikacija nakon endarterektomije karotide, angiografije karotide, kateterizacije srca i postavljanja premosnica na srcu.

### Očni uzroci
U očne uzroke ubrajamo:
- Iritis - iridociklitis
- Keratitis
- Blefaritis
- Druze optičkog diska
- Odlijepljenje stražnje staklovinske membrane
- Glaukom zatvorenog kuta
- Prolazni porast intraokularnog tlaka
- Intraokularno krvarenje
- Kolobomi
- Miopija
- Hemangiomi orbite
- Osteomi orbite
- Keratoconjunctivitis sicca

### Neurološki uzroci
U neurološke uzroke ubrajamo:
- Optički neuritis
- Kompresivne optičke neuropatije
- Edem optičkog diska. Osnovni mehanizam gubitka vida u svih pacijenata prolazna je ishemija optičkog živca zbog pritiska okolnog tkiva. Bubrenje aksona, unutarživčane mase i pojačan ulazak međustanične tekućine može pridonijeti pritisku tkiva na optički živac. Posljedično smanjenje tlaka perfuzije može dodatno ugroziti male, niskotlačne krvne žile koje hrane optički živac. Kratke fluktuacije unutarlubanjskog tlaka ili sistemskoga krvnog tlaka mogu tada uzrokovati prolazan gubitak vida. Općenito, takva su gubitci vida povezani s glavoboljom i edemom optičkog diska.
- Multipla skleroza može uzrokovati amaurosis fugax zbog jednostranog bloka u provođenju živčanog impulsa nastalog demijelinizacijom i upalom optičkog živca te zbog vjerojatnog defekta u sinaptičkom prijenosu i tzv. blokirajućih faktora u cirkulaciji.
- Migrena
- Pseudotumor mozga
- Intrakranijalni tumor

## Simptomi
Amaurosis fugax tipično se opisuje kao prolazni gubitak vida - okomiti pad zavjese preko vidnog polja jednog oka. No takav je gubitak vida relativno rijedak. U jednoj studiji samo je 23,8% pacijenata doživilo gubitak vida kao opisan "pad zavjese" ili „sjene“ preko jednog oka. Ostali pacijenti opisuju sljepoću, zamračenje, magljenje ili mutan vid na jednom oku. Potpuni ili djelomični gubitak vida tipično traje samo nekoliko sekunda, no može trajati nekoliko minuta ili čak sati. Trajanje ovisi o etiologiji gubitka vida. Smetnje vida uzrokovane edemom papile mogu trajati nekoliko sekunda, dok one uzrokovane jako aterosklerotski promijenjenom karotidom od jedne do deset minuta. Amaurosis fugax mogu pratiti i drugi simptomi, što ovisi o etiologiji bolesti.

## Dijagnostička obrada
Bez obzira na to što je gubitak vida kod amaurosis fugax privremen, bolesnika bi trebalo odmah uputiti liječniku. Naime, ovo stanje može upućivati na ozbiljne vaskularne poremećaje, uključujući i moždani udar.  Stoga svaki prolazni gubitak vida na jednom oku zahtijeva hitnu dijagnostičku obradu. 
Dijagnostička obrada uključuje povijest bolesti, kompletni fizikalni pregled (detaljni oftalmološki pregled gdje treba obratiti pažnju na eventualne znakove ishemije). Ako je moguće, svakako se treba konzultirati s oftalmologom. Valja učiniti laboratorijske testove koji uključuju kompletnu krvnu sliku (sedimentacija eritrocita, lipidi, glukoza u krvi). Ako se posumnja na određenu etiologiju bolesti, uključuju se i dodatne laboratorijske pretrage.
Dopler karotida preporuča se u slučaju urednih laboratorijskih nalaza i oftalmološkog pregleda jer je stenoza karotide čest uzrok amaurosis fugax. Istraživanja su pokazala da kod bolesnika u dobi od 36. do 74. godine dopler karotida daje puno korisnije informacije od opsežnih pretraga srca (EKG, 24-satni holter, ehokardiografija). Uz to, preporuča se CT i MR glave. 
Ako su ultrazvuk, CT i MR uredni, u obzir dolazi i fluorescentna angiografija.  

## Liječenje
Ako bolesnik boluje od neke sistemske bolesti, treba se usmjeriti na njezino liječenje. Amaurosis fugax uzrokovan aterosklerotskim žilnim promjenama liječi se medikamentozno (aspirin) te kirurški (endarterektomija karotida). Što je veća stenoza karotide, to je i potreba za endarterektomijom veća. U neliječenih bolesnika postoji visok rizik razvoja moždanog udara. Nakon endarterektomije taj se rizik znatno smanjuje. Ne ustanovi li se kompletnom dijagnostičkom obradom uzrok bolesti, bolesnika treba redovito nadzirati.
|  | Molimo pročitajte upozorenje o korištenju medicinskih informacija. Ne provodite liječenje bez savjetovanja s liječnikom! |